# Viação Atibaia
A Viação Atibaia é uma empresa brasileira que atua no ramo de transportes com sede em Atibaia, São Paulo.
A empresa foi criada em 1956 sob o nome de Auto Viação Joanópolis sendo inicialmente sediada em Joanópolis, cidade paulista próxima da divisa de São Paulo com Minas Gerais. Nos seus tempos primordiais, a empresa contava apenas com dois veículos que faziam uma linha que ligava Joanópolis a capital paulista, passando pelos municípios de Piracaia e Atibaia (uma viagem que, na época, levava 3 horas). Com o aumento da demanda e expansão da frota, a pequena empresa transferiu sua sede para Atibaia em maio de 1966, passando a partir daí a adotar o nome Viação Atibaia.
A Viação Atibaia atua tanto no transporte rodoviário quanto urbano de passageiros, oferecendo serviços para 10 cidades do interior de São Paulo: Atibaia, Campinas, Piracaia, Jarinu, Bragança Paulista, Joanópolis, Jundiaí, Bom Jesus dos Perdões, Campo Limpo Paulista e Nazaré Paulista; além de atender também a Região Metropolitana de São Paulo pelos municípios de Mairiporã, Guarulhos além da própria capital paulista. A empresa já foi concessionária do transporte urbano municipal de Atibaia.